# 真野きりな
真野 きりな（まの きりな、1978年7月28日 - ）は、日本の女優、ファッションモデルである。島根県松江市生まれ、横浜市育ち、身長170cm。特技は絵画。所属事務所はテアトルアカデミーを経て平田崑プロモーション。

## 来歴・人物
1994年、高校1年の時、東京・原宿でスカウトされ、雑誌モデルとしてデビューした。1995年から98年まで、セブンティーン誌の専属モデルとして活躍。1996年に、女優として『学校II』、『ユメノ銀河』に映画に続けて出演。『バレット・バレエ』では塚本晋也とともに主演を務めた。1998年、ピーター・グリーナウェイ監督の『8 1/2の女』に出演し、外国作品にも挑戦した。この年、日本映画批評家大賞の新人賞を受賞している。CMにも多数出演しているが、特にあみんの曲を市原悦子とデュエットで歌ったトヨタ自動車『デュエット』のCMは話題になり、その知名度をあげることとなった。三白眼の持ち主。
2001年以降は活動休止しており、近況も明らかでなく事実上の引退状態にある。

## 主な出演作品

### 映画
- 学校II（1996年、山田洋次監督）
- ユメノ銀河（1997年、石井聰亙監督）
- がんばっていきまっしょい（1998年、磯村一路監督）
- アドレナリンドライブ（1999年、矢口史靖監督）
- dead BEAT（1999年、安藤尋監督）
- 8 1/2の女たち（1999年、ピーター・グリーナウェイ監督）
- バレット・バレエ  BULLET BALLET（2000年、塚本晋也監督）
- スリ（2000年、黒木和雄監督）
- 三文役者（2000年、新藤兼人監督）
- パルコフィクション（2000年、矢口史靖・鈴木卓爾監督）[3]

### テレビドラマ
- 美少女新世紀 GAZER（1998年8月-9月、テレビ朝日系）
- 学校の怪談 春のたたりスペシャル「悪魔の選択」（1999年3月、関西テレビ=フジテレビ系）
- 悪いオンナ「誘惑を売る女」（1999年12月、TBS系）- 主演・ヒトミ役
- 学校の怪談 春の呪いスペシャル「恐怖心理学入門」（2000年3月、関西テレビ=フジテレビ系）
- 僕はあした十八になる（2001年11月、NHK）

### CM
- NTTドコモ ボケベル『お団子屋』編（1995年） - 葉月里緒奈と共演
- 日本マクドナルド マックシェイク（1995年）
- コミー/TBC 企業『フェテラス』編（1995年）
- 日本コカ・コーラ オールウェイズコーラ（1996年）
- カルビー「夏ポテト」
- 日立製作所 ビデオカメラ「液晶はなれワザ」（1996年）
- ソニープレイステーション「トゥームレイダー2」
- トヨタ自動車「デュエット」- 市原悦子と共演
- ACジャパン「骨髄バンク」（1998年）

## 受賞
- 第22回ヨコハマ映画祭 最優秀新人賞（『スリ』『バレット・バレエ』）
- 第8回日本映画批評家大賞 新人賞